# Wojciech Bonowicz
Wojciech Bonowicz (ur. 10 stycznia 1967 w Oświęcimiu) – polski poeta, publicysta, dziennikarz.

## Życiorys
Ukończył filologię polską na Uniwersytecie Jagiellońskim. Jako poeta debiutował w 1995 tomem Wybór większości. Otrzymał wyróżnienie w Konkursie na Brulion Poetycki (1989), nagrodę główną w konkursach poetyckich Nowego Nurtu (1995) oraz im. Krzysztofa Kamila Baczyńskiego (1995). Jego biografię księdza Tischnera nominowano do Nagrody Literackiej „Nike” 2002. Opracował również Myśli wyszukane ks. Józefa Tischnera i Miłość nas rozumie, zbiór rozważań tego autora. Książka Pełne morze została nagrodzona w 2007 Nagrodą Literacką Gdynia w kategorii „poezja” i nominowana do Nagrody Literackiej „Nike”, tom Polskie znaki był nominowany w 2011 do Wrocławskiej Nagrody Poetyckiej „Silesius”, a tom Echa był nominowany w 2014 roku do Nagrody Literackiej „Nike”, do Nagrody Poetyckiej im. Wisławy Szymborskiej oraz do Nagrody Poetyckiej im. K.I. Gałczyńskiego – Orfeusz. W 2018 nominowany do Nagrody Poetyckiej im. Wisławy Szymborskiej oraz do Nagrody Literackiej „Nike” za tom Druga ręka. W 2023 nominowany do Nagrody Poetyckiej im. K.I. Gałczyńskiego – Orfeusz oraz do Nagrody Poetyckiej im. Kazimierza Hoffmna „Kos” za tom Wielkie rzeczy. Współpracuje z „Tygodnikiem Powszechnym”. Jest jednym z recenzentów książek w programie Sztuka czytania emitowanym przez TVP Kultura. Był regularnym uczestnikiem wydawanego w latach 2010–2015 pisma mówionego Gadający Pies. Poeta projektu Sfotografuj wiersz – Zwierszuj fotografię. Mieszka w Krakowie.
Jego wspomnienie o Marku Eminowiczu znalazło się w wydanej w 2009 roku książce Lubię swoje wady. Marek Eminowicz w opowieściach na siedemdziesięciopięciolecie.
W 2012 został odznaczony Srebrnym Krzyżem Zasługi za „osiągnięcia w działalności społecznej oraz wydawniczej” (M.P. z 2012 r. poz. 283). W 2019 r. wraz z małżonką Dianą Bonowicz otrzymał Medal św. Brata przyznany im za wspieranie osób niepełnosprawnych w ramach Ruch "Wiara i Światło". 
Był członkiem Stowarzyszenia Pisarzy Polskich do sierpnia 2020 roku. Jest członkiem Rady Fundacji im. Brata Alberta. 

## Publikacje
Wiersze
- Wybór większości (1995)
- Hurtownia ran (2000)
- Wiersze ludowe (2001)
- Pełne morze (2006)
- Hurtownia ran i Wiersze ludowe (2007)
- Wybór większości i Wiersze z okolic (2007)
- Polskie znaki (2010)
- Echa (2013)
- Druga ręka (2017, Wydawnictwo a5)[19]
- Wiersze wybrane (2020, Wydawnictwo a5)[20]
- Wielkie rzeczy (2022, Wydawnictwo a5)[21]

Książki biograficzne
- Tischner (2001)
- Kapelusz na wodzie. Gawędy o księdzu Tischnerze (2010)
- Tischner. Biografia (2020)

Inne
- Historie na każdą godzinę, opowiadania, Wyd. Znak 2022[22]
- Dziennik pocieszenia, Wyd. „Znak” 2024[23]

Rozmowy
- Schody do nieba. Z Ojcem Leonem Knabitem OSB rozmawiają Wojciech Bonowicz i Artur Sporniak (1999)
- Niebo to inni. Z Janiną Ochojską rozmawia Wojciech Bonowicz (2000)
- Od początku do końca. Z ojcem Leonem Knabitem OSB rozmawiają Wojciech Bonowicz i Artur Sporniak (2002)
- Moje życie nielegalne wywiad-rzeka z ks. Tadeuszem Isakowiczem-Zaleskim (2008)
- Wagiel. Jeszcze wszystko będzie możliwe z Wojciechem Waglewskim (2017)